# 北弗里斯兰县
北弗里斯兰县（德語：Kreis Nordfriesland）是德国石勒苏益格-荷尔斯泰因州面积第三大的县，仅次于伦茨堡-埃肯弗德县和石勒苏益格-弗伦斯堡县，也是德国最北面的县，首府胡苏姆。北弗里斯兰县是北弗里斯兰少数民族和丹麦人的故乡，通行5种语言（德语、低地德语、丹麦语、南日德兰方言和弗里斯兰语的方言北弗里斯兰语），是德国语言最丰富的县，曾经通行于腓特烈施塔特的荷兰语如今已在那里绝迹了。